# Sárbogárd
Sárbogárd é uma cidade da Hungria, situada no condado de Fejér. Tem 189,33 km² de área e sua população em 2019 foi estimada em 11.937 habitantes.